# Акбулак (Сайрамский район)
Акбулак (каз. Ақбұлақ, до 1993 г. — Самсоновка) — село в Сайрамском районе Туркестанской области Казахстана. Административный центр Акбулакского сельского округа. Находится примерно в 7 км к юго-востоку от районного центра, села Аксукент. Код КАТО — 515233100.

## Население
В 1999 году население села составляло 3091 человек (1463 мужчины и 1628 женщин). По данным переписи 2009 года, в селе проживало 4020 человек (1990 мужчин и 2030 женщин).